# Simone Kermes

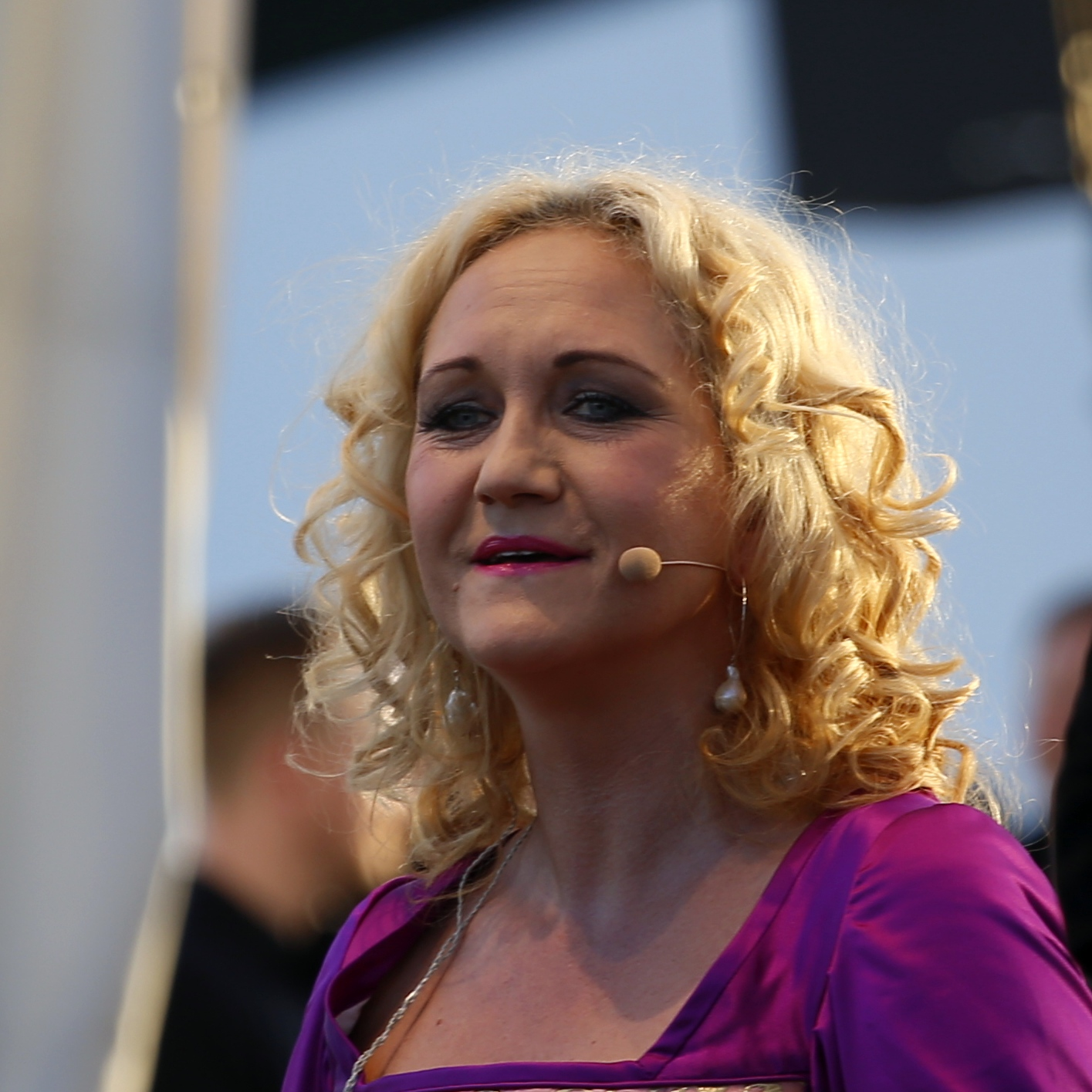
Simone Kermes beim Klassik airleben in Leipzig, 2016

Simone Kermes (* 17. Mai 1965 in Leipzig) ist eine deutsche Opern-, Operetten-, Lied- und Konzertsängerin in der Stimmlage Sopran.

## Leben und künstlerisches Wirken
Vor ihrem Gesangsstudium absolvierte sie eine Ausbildung zur Facharbeiterin für Schreibtechnik. Gesang studierte sie bei Helga Forner an der Hochschule für Musik und Theater „Felix Mendelssohn Bartholdy“ Leipzig und besuchte ergänzend Meisterkurse u. a. bei Elisabeth Schwarzkopf, Barbara Schlick, Jessica Cash und Dietrich Fischer-Dieskau. Ihr Studium sowie zwei folgende Aufbaustudien absolvierte sie mit Auszeichnung. 1993 nahm sie erfolgreich am Mendelssohn-Wettbewerb in Berlin teil und wurde 1996 Preisträgerin beim Internationalen Johann-Sebastian-Bach-Wettbewerb in Leipzig.
Es folgten zahlreiche Engagements. Sie gastierte an den Opernbühnen von Stuttgart, Wiesbaden, Bonn, Dortmund, Mainz, Koblenz, Kopenhagen, Köln ebenso an der Brooklyn Academy of Music in New York und am Théâtre des Champs-Élysées in Paris. Zu ihrem Rollenrepertoire gehören etwa Gilda in Rigoletto, die Titelrollen in Alcina, Lucia di Lammermoor, Orpheus und Eurydike, Konstanze in Die Entführung aus dem Serail, Fiordiligi in Così fan tutte, Contessa Alamaviva in Le nozze di Figaro, Clivia in Clivia und Rosalinde in Die Fledermaus. 2014 sang sie erstmals La Folie in Rameaus Platée im Theater an der Wien und im Lincoln Center in New York.
Schon während ihres Studiums führten die Künstlerin Konzertverpflichtungen durch Europa, die USA und Japan. Sie war Gast internationaler und nationaler Festivals, wie den Schwetzinger Festspielen, den Innsbrucker Festwochen der Alten Musik, dem Kissinger Sommer, des Festival Alte Musik in Knechtsteden, Ludwigsburger Schlossfestspielen, den Göttinger Händelfestspielen sowie dem Festival für alte Musik in Neuburg an der Donau.
Neben vielen Rundfunk- und Fernsehproduktionen ergänzen zahlreiche CD-Einspielungen ihre künstlerische Tätigkeit. So sang sie 2001 auf der 2003 mit dem ECHO Klassik in der Kategorie Chorwerkeinspielung ausgezeichneten CD des Balthasar-Neumann-Chors und -Ensembles unter der Leitung von Thomas Hengelbrock in Die Schöpfung von Joseph Haydn.

## Diskografie (Auswahl)
- Kölner Kammerchor – Händel: Saul (erste Aufnahme mit Kermes, 1998)
- Simone Kermes singt Vivaldi-Arien – Amor profano (2008)
- Georg Friedrich Händel: Arien für Cuzzoni (2009)
- Lava (2010)
- Colori d’amore (2010)
- La Maga Abbandonata – Famous Handel Arias (2011)
- Hans-Erik Philip: Blood Wedding (2011)
- Simone Kermes sings Vivaldi – „Viva!“ (2011)
- Best of (2011)
- Deidamia (2012)
- Dramma (2012)
- Bel Canto (2013)
- Beethoven: Egmont (2013)
- Le Nozze di Figaro (2014)
- Strauss & Mahler – Piano Quartets & Lieder (2014)
- Rival Queens (2014)
- Cosi Fan Tutte (2014)
- Love (2016)
- Inferno e Paradiso (2020)

## Preise/Auszeichnungen
- 1993: 1. Preisträgerin beim Felix-Mendelssohn-Bartholdy-Wettbewerb Berlin
- 1996: 3. Preisträgerin beim Internationalen Johann-Sebastian-Bach-Wettbewerb Leipzig
- 2003: Jahrespreis der Deutschen Schallplattenkritik
- 2011: ECHO Klassik – Sängerin des Jahres

## Dokumentation
- Simone Kermes im Gespräch mit Hans-Jürgen Mende. (PDF, 93,4 KB) Interviewtext. In: Bayern alpha. Bayerischer Rundfunk, 22. Juni 2012, abgerufen am 5. November 2015.